# Maldivernas flagga

Sultanens flagga från 1965 till 1968 och presidentens flagga sedan 1968.

Maldivernas flagga är röd med en centrerad grön rektangel som i sin tur innehåller en vit halvmåne. Flaggan antogs officiellt 26 juli 1968 och har proportionerna 2:3.

## Symbolik
Den gröna färgen och halvmånen är traditionella islamska symboler. Den röda färgen är vanlig bland länderna kring Indiska oceanen och finns också i Maldivernas flagga. Det röda sägs representera det blod som utgjutits i frihetskampen och det gröna är hoppets färg.

## Historik
Den första flagga som användes av ögruppen Maldiverna var helt röd, och hade sina rötter i den flagga som användes av de arabiska sjöfarare från Persiska viken som med början under 900-talet bedrev handel med öarna. Flaggan fick senare ett inre fält med snedställda svart och vita ränder, och användes även under tiden som brittiskt protektorat från 1887. I början av 1900-talet fick flaggan den vita halvmånen, där månskärans uddar ursprungligen var vända inåt.
Det gröna fältet infördes i samband med att Sri Lanka (dåvarande Ceylon) blev självständigt 1948, då Maldiverna bildade en egen administrativ enhet. Det inre svartvita fältet försvann i och med Maldivernas självständighet 1965, och flaggans nuvarande utseende fastställdes den 26 juli 1968.

### Tidigare flaggor

Maldivernas första flagga.
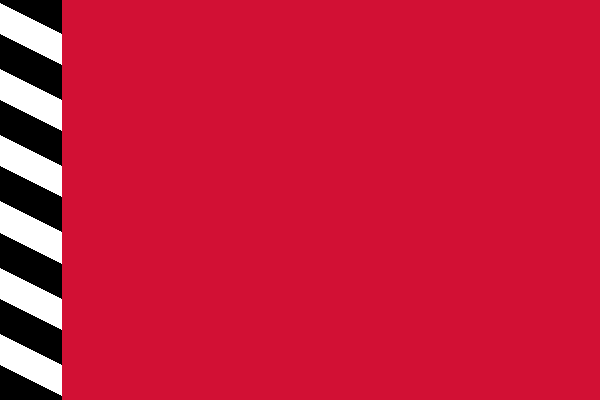
Den flagga som användes fram till början av 1900-talet.
Gamla nationsflaggan som användes till 1953
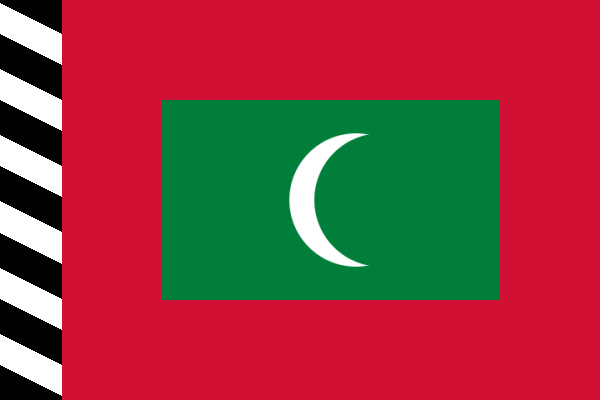
Nationsflagga mellan 1953 och 1965